# Pomorski Klasyk

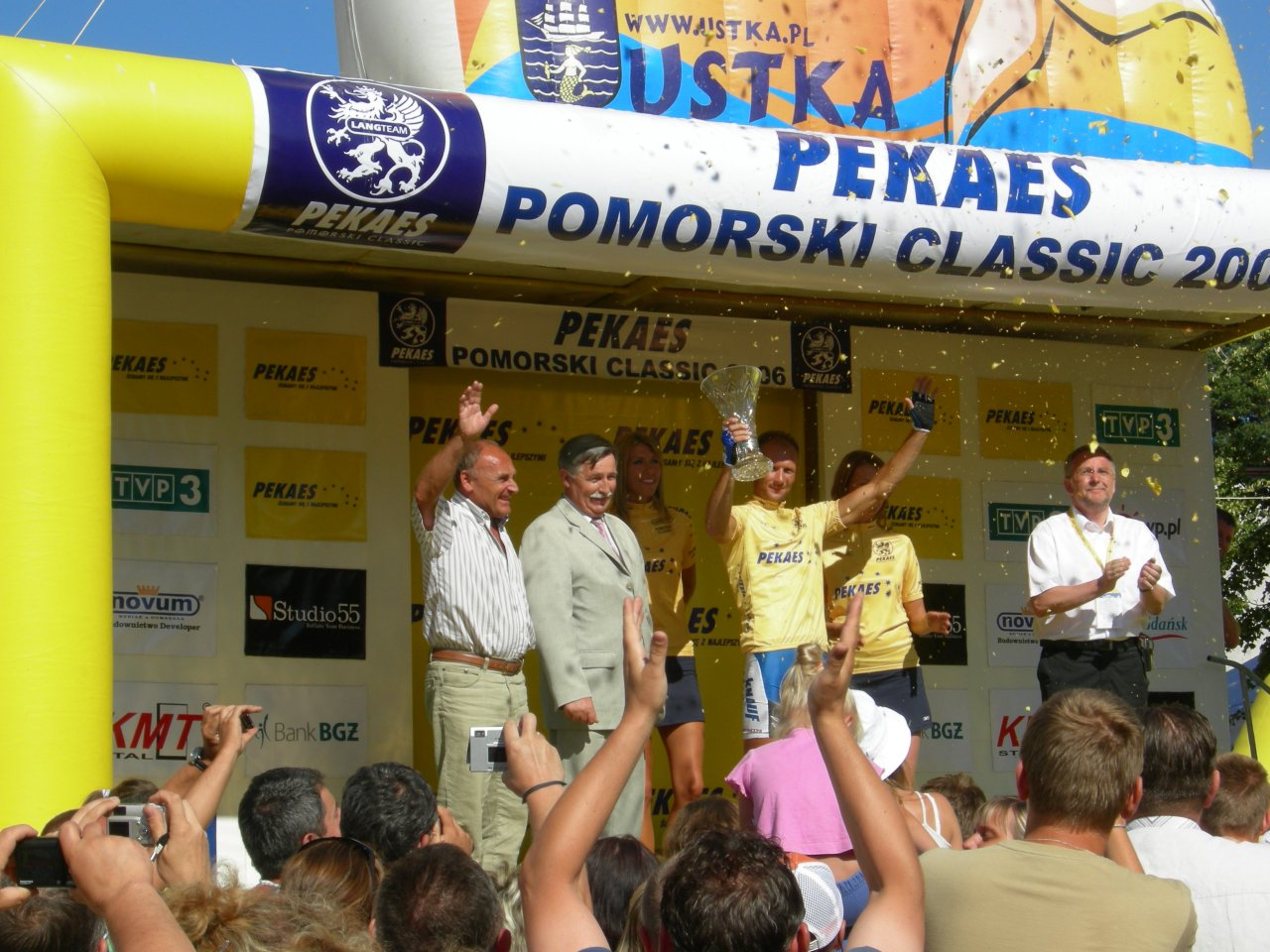
Pomorski Klasyk, 2006

Die Pomerania Tour (bis 2008 Pomorski Klasyk) war ein polnisches Straßenradrennen, das von 2003 bis 2010 ausgetragen wurde.
Das Rennen fand jährlich im Juli statt. Austragungsort waren die polnischen Regionen Hinterpommern und Kaschubei. Seit 2005 zählte das Eintagesrennen zur UCI Europe Tour und war in die Kategorie 1.2 eingestuft. 2009 ging mit der Umbenennung des Rennens eine Änderung einher, das Rennen fand nunmehr über mehrere Etappen statt. 2010 kehrte man zum Eintagesrennen zurück. Kein Fahrer konnte das Rennen zweimal für sich entscheiden.

## Sieger
| - 2010 Dirk Müller - 2009 Artur Detko | - 2008 Dariusz Baranowski - 2007 Marcin Sapa | - 2006 Krzysztof Jeżowski - 2005 Piotr Wadecki | - 2004 Piotr Chmielewski - 2003 Zbigniew Piątek |